# Snow-board la Jocurile Olimpice de iarnă din 2022 - Snow-board cross (feminin)
Proba de snow-board cross feminin de la Jocurile Olimpice de iarnă din 2022 de la Beijing, China a avut loc pe 9 februarie 2022 la Genting Snow Park din Zhangjiakou.

## Program
Orele sunt orele Chinei (ora României + 6 ore).
| Dată        | Ora                                                                                | Rundă |
| ----------- | ---------------------------------------------------------------------------------- | --- |
| 9 februarie | 11:00-11:45 11:55-12:25 14:30-15:04 15:07-15:25 15:28-15:38 15:45 După finala mică | Calificări cursa 1 Calificări cursa 2 Optimi de finală Sferturi de finală Semifinale Finala mică Finala mare |

## Rezultate

### Calificări
Rezultate calificări.
| Loc | Nr. de concurs | Nume                            | Țară                       | Manșa 1 | Manșa 2 | Cel mai bun rezultat |
| --- | -------------- | ------------------------------- | -------------------------- | ------- | ------- | -------------------- |
| 1   | 4              | Michela Moioli                  | Italia                     | 1:22,19 | –       | 1:22,19              |
| 2   | 3              | Charlotte Bankes                | Marea Britanie             | 1:22,72 | –       | 1:22,72              |
| 3   | 14             | Meryeta O'Dine                  | Canada                     | 1:23,01 | –       | 1:23,01              |
| 4   | 1              | Stacy Gaskill                   | Statele Unite ale Americii | 1:23,14 | –       | 1:23,14              |
| 5   | 6              | Lindsey Jacobellis              | Statele Unite ale Americii | 1:23,44 | –       | 1:23,44              |
| 6   | 10             | Julia Pereira de Sousa Mabileau | Franța                     | 1:23,89 | –       | 1:23,89              |
| 7   | 5              | Faye Gulini                     | Statele Unite ale Americii | 1:23,98 | –       | 1:23,98              |
| 8   | 7              | Chloé Trespeuch                 | Franța                     | 1:24,27 | –       | 1:24,27              |
| 9   | 8              | Pia Zerkhold                    | Austria                    | 1:24,53 | –       | 1:24,53              |
| 10  | 16             | Kristina Paul                   | COR                        | 1:24,76 | –       | 1:24,76              |
| 11  | 25             | Caterina Carpano                | Italia                     | 1:24,87 | –       | 1:24,87              |
| 12  | 15             | Manon Petit-Lenoir              | Franța                     | 1:24,96 | –       | 1:24,96              |
| 13  | 12             | Audrey McManiman                | Canada                     | 1:24,98 | –       | 1:24,98              |
| 14  | 20             | Josie Baff                      | Australia                  | 1:25,11 | –       | 1:25,11              |
| 15  | 22             | Sophie Hediger                  | Elveția                    | 1:25,14 | –       | 1:25,14              |
| 16  | 23             | Meghan Tierney                  | Statele Unite ale Americii | 1:25,16 | –       | 1:25,16              |
| 17  | 17             | Lara Casanova                   | Elveția                    | 1:26,89 | 1:24,12 | 1:24,12              |
| 18  | 2              | Belle Brockhoff                 | Australia                  | 1:25,72 | 1:24,72 | 1:24,72              |
| 19  | 29             | Aleksandra Parshina             | COR                        | 1:27,16 | 1:24,76 | 1:24,76              |
| 20  | 26             | Jana Fischer                    | Germania                   | 1:25,76 | 1:24,88 | 1:24,88              |
| 21  | 19             | Alexia Queyrel                  | Franța                     | 1:25,25 | 1:25,17 | 1:25,17              |
| 22  | 21             | Francesca Gallina               | Italia                     | 1:25,27 | 1:25,51 | 1:25,27              |
| 23  | 27             | Vendula Hopjáková               | Cehia                      | 1:26,26 | 1:25,49 | 1:25,49              |
| 24  | 13             | Zoe Bergermann                  | Canada                     | 1:28,68 | 1:25,84 | 1:25,84              |
| 25  | 24             | Mariya Vasiltsova               | COR                        | 1:26,39 | 1:25,90 | 1:25,90              |
| 26  | 9              | Tess Critchlow                  | Canada                     | 1:26,51 | 1:26,13 | 1:26,13              |
| 27  | 28             | Ekaterina Lokteva-Zagorskaia    | COR                        | 1:26,22 | 1:26,41 | 1:26,22              |
| 28  | 18             | Sina Siegenthaler               | Elveția                    | 1:26,62 | 1:27,44 | 1:26,62              |
| 29  | 11             | Sofia Belingheri                | Italia                     | 1:27,81 | 1:33,48 | 1:27,81              |
| 30  | 32             | Feng He                         | China                      | 1:34,31 | 1:31,25 | 1:31,25              |
| 31  | 30             | Maeva Estévez                   | Andorra                    | NT      | NT      | NT                   |
| 32  | 31             | Yuka Nakamura                   | Japonia                    | NS      | NS      | NS                   |

### Runda eliminatorie

#### Optimi de finală
| Loc | Nr. de concurs | Nume           | Țară                       | Note |
| --- | -------------- | -------------- | -------------------------- | ---- |
| 1   | 1              | Michela Moioli | Italia                     | C    |
| 2   | 16             | Meghan Tierney | Statele Unite ale Americii | C    |
| 3   | 17             | Lara Casanova  | Elveția                    |      |
|     | 32             | Yuka Nakamura  | Japonia                    | NS   |

| Loc | Nr. de concurs | Nume              | Țară    | Note |
| --- | -------------- | ----------------- | ------- | ---- |
| 1   | 8              | Chloé Trespeuch   | Franța  | C    |
| 2   | 24             | Zoe Bergermann    | Canada  | C    |
| 3   | 9              | Pia Zerkhold      | Austria |      |
| 4   | 25             | Mariya Vasiltsova | COR     |      |

| Loc | Nr. de concurs | Nume               | Țară                       | Note |
| --- | -------------- | ------------------ | -------------------------- | ---- |
| 1   | 5              | Lindsey Jacobellis | Statele Unite ale Americii | C    |
| 2   | 28             | Sina Siegenthaler  | Elveția                    | C    |
| 3   | 12             | Manon Petit-Lenoir | Franța                     |      |
| 4   | 21             | Alexia Queyrel     | Franța                     |      |

| Loc | Nr. de concurs | Nume             | Țară                       | Note |
| --- | -------------- | ---------------- | -------------------------- | ---- |
| 1   | 4              | Stacy Gaskill    | Statele Unite ale Americii | C    |
| 2   | 13             | Audrey McManiman | Canada                     | C    |
| 3   | 20             | Jana Fischer     | Germania                   |      |
| 4   | 29             | Sofia Belingheri | Italia                     |      |

| Loc | Nr. de concurs | Nume                | Țară      | Note |
| --- | -------------- | ------------------- | --------- | ---- |
| 1   | 3              | Meryeta O'Dine      | Canada    | C    |
| 2   | 19             | Aleksandra Parshina | COR       | C    |
| 3   | 14             | Josie Baff          | Australia |      |
| 4   | 30             | Feng He             | China     |      |

| Loc | Nr. de concurs | Nume                            | Țară   | Note |
| --- | -------------- | ------------------------------- | ------ | ---- |
| 1   | 6              | Julia Pereira de Sousa Mabileau | Franța | C    |
| 2   | 11             | Caterina Carpano                | Italia | C    |
| 3   | 22             | Francesca Gallina               | Italia |      |
| 4   | 27             | Ekaterina Lokteva-Zagorskaia    | COR    |      |

| Loc | Nr. de concurs | Nume              | Țară                       | Note |
| --- | -------------- | ----------------- | -------------------------- | ---- |
| 1   | 7              | Faye Gulini       | Statele Unite ale Americii | C    |
| 2   | 26             | Tess Critchlow    | Canada                     | C    |
| 3   | 10             | Kristina Paul     | COR                        |      |
|     | 23             | Vendula Hopjáková | Cehia                      | NT   |

| Loc | Nr. de concurs | Nume             | Țară           | Note |
| --- | -------------- | ---------------- | -------------- | ---- |
| 1   | 2              | Charlotte Bankes | Marea Britanie | C    |
| 2   | 18             | Belle Brockhoff  | Australia      | C    |
| 3   | 15             | Sophie Hediger   | Elveția        |      |
|     | 31             | Maeva Estévez    | Andorra        | NS   |

#### Sferturi de finală
| Loc | Nr. de concurs | Nume            | Țară                       | Note |
| --- | -------------- | --------------- | -------------------------- | ---- |
| 1   | 1              | Michela Moioli  | Italia                     | C    |
| 2   | 8              | Chloé Trespeuch | Franța                     | C    |
| 3   | 16             | Meghan Tierney  | Statele Unite ale Americii |      |
| 4   | 24             | Zoe Bergermann  | Canada                     |      |

| Loc | Nr. de concurs | Nume               | Țară                       | Note |
| --- | -------------- | ------------------ | -------------------------- | ---- |
| 1   | 5              | Lindsey Jacobellis | Statele Unite ale Americii | C    |
| 2   | 4              | Stacy Gaskill      | Statele Unite ale Americii | C    |
| 3   | 13             | Audrey McManiman   | Canada                     |      |
| 4   | 28             | Sina Siegenthaler  | Elveția                    |      |

| Loc | Nr. de concurs | Nume                            | Țară   | Note |
| --- | -------------- | ------------------------------- | ------ | ---- |
| 1   | 3              | Meryeta O'Dine                  | Canada | C    |
| 2   | 6              | Julia Pereira de Sousa Mabileau | Franța | C    |
| 3   | 11             | Caterina Carpano                | Italia |      |
| 4   | 19             | Aleksandra Parshina             | COR    |      |

| Loc | Nr. de concurs | Nume             | Țară                       | Note |
| --- | -------------- | ---------------- | -------------------------- | ---- |
| 1   | 26             | Tess Critchlow   | Canada                     | C    |
| 2   | 18             | Belle Brockhoff  | Australia                  | C    |
| 3   | 2              | Charlotte Bankes | Marea Britanie             |      |
| 4   | 7              | Faye Gulini      | Statele Unite ale Americii |      |

#### Semifinale
| Loc | Nr. de concurs | Nume               | Țară                       | Note |
| --- | -------------- | ------------------ | -------------------------- | ---- |
| 1   | 5              | Lindsey Jacobellis | Statele Unite ale Americii | C    |
| 2   | 8              | Chloé Trespeuch    | Franța                     | C    |
| 3   | 1              | Michela Moioli     | Italia                     |      |
| 4   | 4              | Stacy Gaskill      | Statele Unite ale Americii |      |

| Loc | Nr. de concurs | Nume                            | Țară      | Note |
| --- | -------------- | ------------------------------- | --------- | ---- |
| 1   | 3              | Meryeta O'Dine                  | Canada    | C    |
| 2   | 18             | Belle Brockhoff                 | Australia | C    |
| 3   | 26             | Tess Critchlow                  | Canada    |      |
|     | 6              | Julia Pereira de Sousa Mabileau | Franța    | DNF  |

#### Finala mică
| Loc | Nr. de concurs | Nume                            | Țară                       | Note |
| --- | -------------- | ------------------------------- | -------------------------- | ---- |
| 5   | 6              | Julia Pereira de Sousa Mabileau | Franța                     |      |
| 6   | 26             | Tess Critchlow                  | Canada                     |      |
| 7   | 4              | Stacy Gaskill                   | Statele Unite ale Americii |      |
| 8   | 1              | Michela Moioli                  | Italia                     | NT   |

#### Finala mare
| Loc | Nr. de concurs | Nume               | Țară                       | Note |
| --- | -------------- | ------------------ | -------------------------- | ---- |
| 1   | 5              | Lindsey Jacobellis | Statele Unite ale Americii |      |
| 2   | 8              | Chloé Trespeuch    | Franța                     |      |
| 3   | 3              | Meryeta O'Dine     | Canada                     |      |
| 4   | 18             | Belle Brockhoff    | Australia                  |      |